# Annie Peck
Annie Smith Peck, född 19 oktober 1850 i Providence i Rhode Island, död 18 juli 1935, var en amerikansk bergsbestigare och författare.
Peck avslutade sitt första studium 1878 i hemlandet med utmärkta betyg. Hon flyttade 1884 till Europa och började studera germanistik och musik i Hannover. Senare blev hon den först kvinnliga studenten vid American School of Classical Studies i Aten. Peck docerade efter hemkomsten till USA i bland annat arkeologi.
Året 1885 började Peck med bergsklättring. Hon nådde toppen av flera medelhöga berg i Alperna, av Matterhorn (året 1895) och av Mount Shasta i Kalifornien. Sedan hade Peck målet att utföra den första bestigningen av ett berg som är högre än den 6962 meter höga toppen av Aconcagua i Argentina (rekordet för Sydamerika vid tidpunkten). Hon valde den norra toppen av berget Huascarán i Peru som hon uppskattade vara 7300 meter högt. Efter ett misslyckat försök var hon 1908 vid målet tillsammans med två bergsguider från Schweiz. Hennes konkurrent Fanny Bullock Workman som ungefär samtidig nådde toppen av Pinnacle Peak i Himalaya (6930 meter över havet) betvivlade höjduppgiften. En triangulering hade resultatet att nordtoppen av Huascarán ligger 6648 meter över havet. Peck var 82 år gammal när hon gjorde bestigningen av den 1638 meter höga Mount Madison i New Hampshire.

## Utmärkelser
Nedslagskratern Peck på planeten Venus är uppkallad efter henne.